# Tritonoharpa pseudangasi
Tritonoharpa pseudangasi là một loài ốc biển, là động vật thân mềm chân bụng sống ở biển trong họ Cancellariidae.